# Дубовицька Ганна Дмитрівна
Ганна Дмитрівна Дубовицька — російська співачка, колишня солістка відомої російської жіночої поп-групи «Блестящие» (2008-2011).

## Біографія
Анна Дубовицька народилася 6 березня 1983 року в Саратові. Здобувши вищу економічну освіту, у 23 роки переїхала до Москви. Спочатку працювала за фахом, але потім пішла вчитися танців до школи «Street Jazz», в результаті чого потрапила в шоу-бізнес. До групи «Блестящие» прийшла в 2008 році після відходу Юлії Ковальчук. У 2009 році Анна вирішила отримати ще одну вищу освіту, вже третє за рахунком, за спеціальністю «дизайнер одягу» .
У жовтні 2011 року пішла з групи. Причина звільнення - вагітність. Поповнення в родині співачки відбудеться навесні 2012 року.

### Приватне життя
Ганні приписувалися відносини з футболістом Дмитром Сичовим . За іншою інформацією, у Ганни постійні відносини з бізнесменом Сергієм Анохіним, у зв'язку з чим вона навіть удочерила його дочку від першого шлюбу .

## Дискографія
- 2008 - Однокласники

## Відеографія
- Червень 2008 - «Одноклассники»
- Листопад 2008 - «Знаєш, милий»
- Вересень 2010 - «Куля»